# 迎风桥镇
迎风桥镇，是中华人民共和国湖南省益阳市资阳区下辖的一个乡镇级行政单位。

## 行政区划
迎风桥镇下辖以下地区：
迎丰桥社区、左家仑村、牛角仑村、邹家桥村、迎风桥村、新花园村、鲜鱼塘村、新塘村和黄花仑村。